# Heeresgeschichtliches Museum
Lo Heeresgeschichtliches Museum è un museo di storia militare con sede a Vienna, in Austria. È il più antico e più grande museo di storia militare del mondo appositamente costruito, dato che è stato fondato nel 1869. Le sue disponibilità di reperti comprendono una delle più grandi collezioni al mondo di cannoni di bronzo. Si concentra sulla storia militare austriaca dal XVI secolo al 1945.

## Storia
Il museo si trova nell'arsenale di Vienna, nel quartiere di Landstraße, non lontano dal Castello del Belvedere. Fu costruito tra il 1850 e il 1856 per volere dell'imperatore Francesco Giuseppe I come la nuova sede della guarnigione della città, dopo che il vecchio edificio era stato distrutto durante la rivoluzione del 1848. Il museo, al centro l'arsenale, era parte del progetto originale e doveva servire sia come un museo storico sia come un santuario per le vittorie militari dell'Impero austriaco.

## Le collezioni

Lo stendardo del reparto dei cacciatori a cavallo della Legione Lombarda

Si compone di cinque parti principali: un ingresso principale che contiene la tomba simile ad una sala dei generali, e quattro sale espositive di grandi dimensioni, in cui si trovano le collezioni. I cannoni in bronzo sono disposti all'esterno del museo, alla base dell'arsenale.
Ciascuna delle quattro sale espositive è dedicata ad un segmento di storia austriaca, a partire dalla guerra dei Trent'anni e contro i Turchi Ottomani, continuando con le guerre napoleoniche, la prima guerra mondiale e la seconda guerra mondiale. C'è anche una piccola sala espositiva speciale in cui i contenuti sono cambiati regolarmente. Una delle parti più importanti della collezione del museo è situata nella sala della prima guerra mondiale, e si riferisce all'assassinio di Francesco Ferdinando. In mostra vi sono l'automobile in cui l'arciduca e la moglie erano a bordo quando furono assassinati, l'uniforme che indossava, la pistola utilizzata da Gavrilo Princip, e la barella sulla quale è stato dichiarato morto.
Altri reperti degni di nota sono la bombarda gigante Pumhart von Steyr medievale, il modello originale della corazzata SMS Viribus Unitis, ammiraglia della flotta austro-ungarica durante la prima guerra mondiale, il MiG-21 del pilota croato Rudolf Perešin, un pallone da osservazione francese ed i resti del SM U-20, un sottomarino austro-ungarico affondato in combattimento nel 1918. Degne di nota sono anche cinque delle sei bandiere tricolori originali consegnate da Napoleone Bonaparte ad altrettanti reparti della Legione Lombarda nel 1796: furono il primo vessillo verde, bianco e rosso adottato da un reparto militare italiano.